# Козлов, Михаил Михайлович (военный)
Михаи́л Миха́йлович Козло́в (23 октября [5 ноября] 1917 или 5 ноября 1917, Старосеславино, Тамбовская губерния — 15 марта 2004, Москва) — советский военачальник, генерал армии (1979). Профессор. Отец художника Николая Козлова.

## Биография
Михаил Михайлович Козлов родился 23 октября (5 ноября) 1917 на станции Старосеславино Козловского уезда Тамбовской губернии. Русский. Из семьи крестьянина.

### Довоенная служба
В Рабоче-Крестьянской Красной Армии с 1936 года. Окончил Тамбовское военное пехотное училище в 1939 году. Служил в Орловском пехотном училище, командовал учебным взводом, с 1940 года — адъютант старший учебного батальона.

## Великая Отечественная война
На фронтах Великой Отечественной войны с октября 1941 года. Воевал на Южном фронте в должности заместителя начальника штаба стрелкового полка. С июля 1942 года — начальник штаба 838-го стрелкового полка 237-й стрелковой дивизии на Воронежском фронте. С февраля 1944 года — в оперативном отделе штаба 40-й армии, с октября 1944 года — начальник штаба 232-й стрелковой дивизии на 1-м Украинском и 2-м Украинском фронтах. Начав войну лейтенантом, окончил её подполковником, награждён на фронте 6-ю боевыми орденами.

## Послевоенная служба
С августа 1945 по 1946 годы — заместитель начальника оперативного отдела штаба армии, в июне 1946 года направлен на учёбу в академию. В 1949 году окончил Военную академию имени М. В. Фрунзе. С 1949 года — на различных должностях в Генеральном штабе. В 1955 году окончил Высшую военную академию имени К. Е. Ворошилова.
С 1955 года служил в штабе Северо-Кавказского военного округа — начальник отдела оперативной подготовки, заместитель начальника и начальник оперативного управления штаба округа. С ноября 1960 года — начальник оперативного управления штаба Киевского военного округа. С ноября 1961 года — начальник оперативного управления штаба Группы советских войск в Германии. С мая 1967 года — начальник штаба Забайкальского военного округа.
С мая 1968 года — первый заместитель, а с октября 1969 года — начальник Главного оперативного управления Генерального штаба Вооружённых сил СССР, одновременно являлся секретарём Совета обороны СССР. С 7 марта 1974 года — первый заместитель начальника Генерального штаба Вооружённых сил СССР. С 1 февраля 1979 года — начальник Военной академии Генерального штаба Вооружённых сил СССР. Воинское звание генерал армии присвоено указом Президиума Верховного Совета СССР от 2 февраля 1979 года.
С сентября 1986 года — в Группе генеральных инспекторов Министерства обороны СССР. С 1992 года — в отставке. 
В 1976—1981 — кандидат в члены ЦК КПСС. Главный редактор первой в СССР энциклопедии «Великая Отечественная война» (1985).
Жил в Москве, где и похоронен на Троекуровском кладбище .

## Высшие воинские звания
- генерал-майор (18.02.1958)
- генерал-лейтенант (25.10.1967)
- генерал-полковник (29.04.1970)
- генерал армии (2.02.1979)

## Награды
- Два ордена Ленина (1961, 4.11.1977)
- Орден Октябрьской Революции
- Два ордена Красного Знамени (17.03.1943, 1956)
- Орден Богдана Хмельницкого II степени (28.04.1945)
- Орден Богдана Хмельницкого III степени (10.07.1944)
- Орден Александра Невского (8.06.1945)
- Два ордена Отечественной войны I степени (13.01.1944, 11.03.1985)
- Три ордена Красной Звезды (6.10.1943, 1951, 1955)
- Орден «За службу Родине в Вооружённых Силах СССР» III степени (30.04.1975)
- Медали СССР

Иностранные ордена и медали
- Орден «9 сентября 1944 года» I степени с мечами (Болгария, 14.09.1974)
- Орден Народной Республики Болгария III степени (Болгария, 22.01.1985)
- Офицерский крест ордена Возрождения Польши (Польша, 6.10.1973)
- Орден Боевого Красного Знамени (Монголия, 6.07.1971)
- Орден Красного Знамени (Венгрия, 1978)
- Медаль «100 лет освобождения Болгарии от османского рабства» (Болгария, 1978)
- Медаль «90 лет со дня рождения Георгия Димитрова» (Болгария, 23.02.1974)
- Медаль «100 лет со дня рождения Георгия Димитрова» (Болгария, 1982)
- Медаль «За укрепление братства по оружию» (Болгария, 1977)
- Медаль «40 лет Победы над гитлеровским фашизмом» (ЧССР, 16.05.1985)
- Медаль «40 лет освобождения Чехословакии Советской Армией» (ЧССР, 19.03.1985)
- Медаль «Братство по оружию» (Польша, 12.10.1988)
- Медаль «За боевое содружество» I степени (Венгрия, 1985)
- Медаль «Дружба» (Монголия)
- Медаль «30 лет Халхин-Гольской Победы» (Монголия, 1969)
- Медаль «30 лет Победы над милитаристской Японией» (Монголия, 1975)
- Медаль «50 лет Монгольской Народной Армии» (Монголия, 15.03.1971)
- Медаль «50 лет Монгольской Народной Революции» (Монголия, 16.12.1971)
- Медаль «40 лет Халхин-Гольской Победы» (Монголия, 26.11.1979)
- Медаль «60 лет Вооружённым силам МНР» (Монголия, 29.12.1981)
- Медаль «25 лет освобождения Румынии» (Румыния, 3.11.1969)
- Медаль «За боевое содружество» (Куба)
- Медаль «20-я годовщина Революционных Вооружённых сил Кубы» (Куба, 19.06.1978)
- Медаль «30-я годовщина Революционных Вооружённых сил Кубы» (Куба, 24.11.1986)

## Сочинения
- Козлов М. М. Перегруппировка войск в ходе войны // Военно-исторический журнал. — 1980. — № 9. — С. 10—17.

## Комментарии
1. ↑  Ныне — на территории Первомайского района Тамбовской области.